# 粗品 (お笑い芸人)
粗品（そしな、1993年〈平成5年〉1月7日 - ）は、日本のお笑いタレント、ミュージシャン、司会者、YouTuber。お笑いコンビ霜降り明星のツッコミ担当。相方はせいや。本名、佐々木 直人（ささき なおと）。愛称はソッシー。
大阪府大阪市福島区出身。吉本興業（東京）所属。NSC大阪校33期と同期扱い。2019年R-1グランプリ優勝者。
ミュージシャンとしてはユニバーサル ミュージック内の自主レーベルsoshina所属。

## 来歴
大阪府大阪市福島区出身。
中学受験で同志社国際中学校・高等学校に進学し卒業。内部進学で同志社大学文学部国文学科に入学し中途退学。
芸名には「『つまらないものですが…』と謙虚な姿勢で」の意味を込めている。
実家は昭和46年（1971年）創業の心斎橋の焼肉屋「味希」。その前は寿司屋を営んでいた。

### 高等学校時代

#### 1年生
2009年、同志社国際高等学校1年生の時に『R-1ぐらんぷり』に初出場。結果は1回戦敗退に終わる。このR-1の1回戦が芸人としての初舞台であった。

#### 2年生
同級生とのコンビ『スペード』を結成。ハイスクールマンザイに出場し、決勝進出。当時はボケ担当だった。『スペード』時代の相方は現在、関西テレビ放送に勤務している。この頃は『札幌グリニッジ』というコンビでも活動し、芸人本庄強主催のライブに出演していた。『R-1ぐらんぷり2010』に出場し、2回戦敗退。

#### 3年生
『スペード』としてハイスクールマンザイに出場し、セミファイナル（近畿地区）進出。この時、コンビ『ドンパルトン』として同大会に出場していた石川晟也ことせいやと出会う。また、第2回漫才台本甲子園に『佐々木直人』名義で13作品を応募、その内の『電車』で入選（優勝）。さらにこの年、『R-1ぐらんぷり2011』に出場し、準決勝進出。インディーズのライブに多少出演した程度の舞台経験しかなかったにもかかわらず、ぶっつけ本番で準決勝に行けたことで、「俺、お笑い向いてるんちゃう?」と自信を持ったことが芸人になるきっかけとなった。

### 大学入学後、プロ入りへ
大学1年生の時にオーディションを受け、ピン芸人として吉本興業へ所属。
『オールザッツ漫才2012』で行われたFootcutバトルに番組史上最年少である19歳で初出場し、優勝。当初はZAZYとのコンビ『常夏ボーイズ』を結成する予定だったが、その後、近畿大学の学生だったせいやと、2013年1月にお笑いコンビ『霜降り明星』を結成したため、ZAZYとのコンビは解散することになった。
2018年3月、『R-1ぐらんぷり』の決勝に初進出した。相方のせいやと共に決勝進出を果たし、同じ年にコンビ揃っての決勝進出は、史上初となった。キャッチコピーはめくるめくフリップ王子。同年12月2日、コンビで出場した『M-1グランプリ2018』にて優勝。
翌年の『R-1ぐらんぷり2019』でも2年続けて決勝に進出。同大会では粗品がネタを披露したBブロックとFinal Stageで2回とも得票数が同数となったが、票を入れた審査員の多い方が勝者となるルールに伴い、優勝を果たした。キャッチコピーは前年にM-1グランプリを優勝したことから、2冠を狙う！フリップ王子と変わっている。優勝後の会見で、「圧勝したほうがかっこよかった。怪しさを残したのは心残り」と語った。また、前年の『M-1グランプリ』優勝と合わせて、史上初の『M-1』と『R-1』の二冠を達成した。
2020年5月3日に『ビームが撃てたらいいのに』でボカロPデビューした（詳細は#音楽活動を参照）。
2020年末発表の「2020タレント番組出演本数ランキング」（ニホンモニター）では、出演番組数408番組で9位、初のトップ10ランクインとなった。
2021年1月7日、自身のYouTubeチャンネル「粗品Official Channel」で、ユニバーサルミュージック内のレーベル「soshina」を立ち上げ、アーティストとして音楽活動を本格化させると発表した。
2021年7月3日、『太鼓の達人』の20周年アンバサダーに就任。各方面における広報活動の他、自身が制作した楽曲「乱数調整のリバースシンデレラ feat.彩宮すう(CV:竹達彩奈)」「怪獣少女は火を吹かない」がゲーム内に収録された。また20周年記念楽曲として「大好きな太鼓の音 feat.どんちゃん」も制作。いずれも楽曲のおに裏譜面は粗品の制作である。
2021年10月9日に放送された『オールスター感謝祭’21秋』にて、冒頭3つのピリオドで連続して「ピリオドチャンピオン」に輝いた。その後も正解を連発し、総合結果はウエンツ瑛士、柔道家のウルフ・アロンに続く3位に輝き、賞金50万円を獲得した。
2021年12月30日、以前より交際していた秋山衣梨佳と結婚したことを、霜降り明星のYouTube公式チャンネル「しもふりチューブ」の配信内で発表した。
2022年3月25日、『霜降り明星のオールナイトニッポン』にて、子供がいることを突然明かし、話題となった。
2022年3月26日に放送された『オールスター感謝祭’22春』にて、2つのピリオドで「ピリオドチャンピオン」に輝いた。その後も正解を連発し、総合結果は3位の濱田岳、2位の二宮和也を抑え1位に輝き、賞金100万円を獲得した。
2022年5月29日、自身のYouTubeチャンネル「粗品 Official Channel」が登録者100万人を達成した。
2023年7月13日、同年4月に離婚していたことを、自身のYouTubeチャンネル「粗品 official channel」の配信内で発表した。
2023年10月14日に放送された『オールスター感謝祭'23秋』にて、総合結果で2度目の1位に輝き、賞金100万円を獲得した。これにより、東国原英夫の4回優勝に次ぎ、岡江久美子と並ぶ個人優勝2位タイの記録となった。
2024年1月8日、自身のYouTubeチャンネル『粗品のロケ』を更新し、6日の中央競馬中山4Rで、3連単が的中し、払戻金2412万円3700円を獲得し、全額、令和6年能登半島地震の災害義援金として寄付したことを発表した。
2024年4月6日に放送された『オールスター感謝祭'24春』にて、前回に次いで総合結果で3度目の1位に輝き、賞金100万円を獲得した（ちなみに放送当日はレギュラー出演している裏番組の『新しいカギ』にも出演していた）。個人での連覇は初めての快挙で、優勝回数も前述の東国原（4回）に次ぐ単独2位となった。しかし『オールスター感謝祭'24秋』の出演は体調不良により欠席する事になり、3連覇を逃した（粗品の代役でゆりやんレトリィバァが出演したが優勝はならず、この回は伊沢拓司が優勝した）。

## 人物
趣味は、アニメ（主に『ひぐらしのなく頃に』、『涼宮ハルヒの憂鬱』、『とらドラ!』などの深夜アニメ）、ゲーム（『Call of Duty』、『Clash of Clans』、『東方Project』、『ガルパ』、『プロセカ』、『ブロスタ』）、パソコン、音楽、麻雀、パチンコ、競馬。
ゲーム「Call of Duty」については、自身のYouTubeチャンネルで「Call of Duty Warzone」の配信をしばしば行なっており、同ゲームの人気実況者「ハセシン」や「Rush GP」とコラボしたこともある。
無類のギャンブル好きであり、自身のYouTubeチャンネルで競艇や競馬を3日間行い700万円負けたことがある。チャンネル内では生涯収支マイナス1億円君を名乗り、競馬予想をしてその予想を盛大に外すことが恒例となっている。本命馬の敗退が続いていることや、本命に推した人気馬に出遅れや落鉄などのトラブルが起きたり、不可解な失速を招いたりすることがしばしば起こっていることから、ネット上で「粗品の呪い」と話題になり、レース後に「粗品の呪い」がトレンド入りすることもある。2022年10月21日には、本当にお金がない、多忙で体力の限界として生涯収支マイナス一億円君としての無期限の活動休止を発表したが、翌日に生涯収支マイナス2億円君となり予想活動を再開した。これ以降、2023年10月に生涯収支マイナス3億円君、2024年10月に生涯収支マイナス4億円君と改名して予想を続けている。
上記のようなギャンブルの影響で多額の借金を抱えており、2023年10月には借金額は1億円弱と公表し、2025年5月に1億円を突破したことを自身のYouTubeで発表した。
同じギャンブル好きである、シモリュウのシモタ（下田真生）・前田龍二、ダブルヒガシ・大東翔生をまとめて「ギャンブル四兄弟」と称し、2022年から4人でチンチロや麻雀などに興じる動画を自身のYouTubeチャンネルに投稿しており、特にチンチロは人気を博し、2023年には日本武道館にて、2024年には横浜アリーナにて4人でチンチロを行うイベントが行われた。
特技はタイピング、音楽全般（ピアノを2才から、ギターを中学一年生からやっている）、じゃんけん（2013年のカウントダウンライブで行われた5upよしもとに所属する約800名の芸人たちによるじゃんけん大会で優勝した）。絶対音感があり、「本質で笑う声」、「芸人が好きだから笑っているだけの声」などの様々な種類の笑い声を聞き分けることができる。
2022年に普通自動車運転免許を取得。初めての愛車としてレクサス・UXを購入したが、納車数日後に運転席側のバンパーに傷をつけた。
漫才のつかみとして、顔を「スプーンに映った小栗旬」、「三面鏡の奥の方にいる小栗旬」、「汚い川の水面に映った小栗旬」と例えるくだりがある。
一人っ子で、父は昔から病弱だった。粗品が高校3年の時に父が余命1年との宣告を受け、その夜「あと1年あるから、家族で何処何処に行こう」と泣きながら話したが、翌月で他界。粗品曰く父は「ボケが弱い」人だったが、亡くなった時に「ボケ強い」と思い、自慢の父として「すべらない話」でこのエピソードを披露した。
焼肉屋「味希」の看板には父の愛称であるよっちゃん昭和46年(1971年)創業と書かれている。独特のケッパリが有名で焼肉のスープは「味希」が元祖だと主張している。
粗品の父が病に倒れ自宅療養をした際に「沢山水分を取らなきゃならない」と医師から指示された。しかし父は床から上がれず声も出しにくいほどの重病だったため、家族に欲しい飲み物を知らせることが出来るよう、粗品が父にハンドベルを購入。音階ごとに飲みたい物の種類を振り分け、絶対音感のある母と2人で飲み物を出していた。そんな生活が続いたある日、父が拙い音で「きよしこの夜」を弾いていた。その日はクリスマスで、父が「クリスマスに倒れて楽しみを奪って情けない」と泣いているのを見た粗品も泣いていたところ、母は「大量の飲み物を欲しがっている」と勘違いし、家中の飲み物を抱えて部屋に入ってきたという。
本名の「直人」は「素直な人に育つように」という意味で名付けられ、他の候補に「直樹」があった。父の大親友だった人物が「直人とかどう?」と発案してくれた名前で、粗品にとって名付け親的な存在だったが、「味希」の経営が傾いた時にその人にお願いし働いてもらった際、ちょっとした揉め事があり父と縁を切り、父の葬式にも来なかった。
非常に怖がりで、特に虫が大の苦手。驚いた時の声はまるで女性の悲鳴のように非常に甲高い。
嵌頓包茎と自ら公表し、度々童貞を自称していたが、これは本当であり2022年に子供がいるが連れ子であることを明かしている。
2歳の頃からピアノを習っていたほか、学生時代にジュニアオーケストラで指揮するなど音楽への造詣が深く、邦楽ロック、アニソン、クラシックなど幅広いジャンルに精通している。クラシック音楽の指揮者では佐渡裕の大ファンで、毎年の暮れには、「サントリー1万人の第九」（佐渡が1999年から総指揮を担当する大阪城ホールでの音楽イベント）のダイジェスト番組（毎日放送制作）を欠かさず見ているという。2018年の『M-1グランプリ』優勝後のインタビューで「いつか出たい番組は?」と訊かれた時にも、「『1万人の第九』」と即答している。さらに、そのやり取りを報道で知った佐渡からのオファーで、相方のせいやと共に翌2019年の第37回公演へゲスト出演。第2部（「交響曲第9番」の合唱および演奏）の前には、2018年の公演まで主に俳優が担っていた「よろこびのうた」（フリードリヒ・フォン・シラーの詩作品『歓喜に寄せて』の日本語訳）の朗読を、お笑い芸人として初めて任された。史上最年少（出演時点での年齢は26歳）の朗読ゲストでもあった。第35回（2017年）の朗読を小栗旬が担当したことにちなんで、「100万回ダビングした小栗旬です」と挨拶してから朗読を開始。シリアスな朗読の合間に、後述するフリップ漫談を応用した「スクリーン芸」を通じて、シラーやルートヴィヒ・ヴァン・ベートーヴェンが作品に込めたメッセージを解説する異色の構成で場内の喝采を浴びた。翌2020年の第38回公演では、佐渡からの指名で総合司会に起用。開催地の大阪府内における新型コロナウイルス感染者急増の影響で、本番（12月6日）の2週間前に史上初めての無観客公演（インターネット向けの無料ライブ配信コンサート）へ急遽変更される事態に直面しながらも、お笑い芸人としては初めての大役を務めた。
あのと親交が深く、YouTubeの動画でも度々コラボしている。

## 芸風
コンビではツッコミを担当（トークなどではボケに回ることも多い）。立ち位置は右。
ピン芸としては「病院から抜け出してきた男」という設定のもと、パジャマ姿でフリップ芸を行う。ハイテンポなフリップめくりとツッコミが特徴。初期はルパン三世のコスチュームを舞台衣装としていたが、2017年頃から黒のスーツに黄色のネクタイを着用している。『R-1ぐらんぷり』出演時のピンの衣装は2018年では作務衣姿でネタ披露をしていたが、2019年には「原点回帰」としてパジャマ姿に戻した。
『R-1ぐらんぷり』にはフリップネタで2009年から出場しており、ネタの1枚目のフリップに吹き出しで『こやけ』と書いて、『どうも粗品です。お願いします。こやけ』と言ってからネタを始めていた。粗品はインタビューで「それを挨拶ギャグみたいにしてたんですけど、マジで、これがいらんかったです。それをやめたら、すぐに決勝に行けました（笑）」と語っている。
松本人志は、粗品のネタについて、「普通のフリップ芸よりも2倍以上のフリップの枚数がある。高速ならではの、時間を一定にする分、笑いで緩急をつけるという実は緻密な計算の上に成り立っている」と評した。
2020年5月3日に個人のYouTubeチャンネル「粗品 Official Channel」を開設。当初は自身が制作したボーカロイド楽曲をアップロードするのみであったが、2021年2月にお笑い動画を投稿して以降、同年8月頃より現在に至るまで体調不良時などを除き毎日動画を更新している。現在は曜日毎に投稿内容を分類し更新している。また2022年2月3日には個人のサブチャンネル「粗品の2個目のチャンネル」を開設、2023年6月12日にはサブチャンネルを「粗品のロケ」と改め、芸人をゲストに呼んでの大喜利企画や、インテリ芸人やクイズ自慢著名人とのクイズ対決企画、単独ライブで有名となった自身のファン（太客）との対談企画などを投稿している。粗品のロケと改めた時に、以前より生配信の切り抜き動画の制作を担当していた元お笑い芸人の中村元気（アックスボンバー）がカメラマンとして加入し、2023年11月には中村の元相方である矢野レノンが現場スタッフとして加わった。以降解散していたアックスボンバーが事実上の再結成したこととなる。2025年3月、矢野が以前より携わっていたユビッジャ・ポポポーの業務に専念したいという理由で現場スタッフを卒業した。
デビュー当時より、時事ネタを扱う情報番組やワイドショーにコメンテーターとして出演することは一貫して断っていたが、2024年2月19日に自身のYouTubeにて「1人賛否」を投稿。前週にSNSを中心に話題となったニュースを取り扱う時事コントを開始し、以降毎週月曜日に更新する度に粗品の発言がネットニュースになるなど話題を呼んでいる。この1人賛否で宮迫博之を始めとする芸能人に攻撃的な言葉を放ったり、「YouTuberおもんない」などと発言する噛みつきキャラも定着している。

## 賞レースなどの戦績

### アマチュア時代
- R-1ぐらんぷり2009 1回戦敗退[8]
- ハイスクールマンザイ2009 決勝進出 ※コンビ「スペード」として[9]
- R-1ぐらんぷり2010 2回戦敗退[10]
- ハイスクールマンザイ2010 セミファイナル（近畿地区）進出 ※コンビ「スペード」として[11]
- 第2回漫才台本甲子園 入選 ※本名「佐々木直人」名義[12]（2010年）
- R-1ぐらんぷり2011 準決勝進出[13]

### プロ入り後
- R-1ぐらんぷり2012 3回戦進出
- オールザッツ漫才2012 FootCutバトル優勝
- R-1ぐらんぷり2013 準決勝進出
- ワラチャン! U-20お笑い日本一決定戦 決勝進出（2013年）
- R-1ぐらんぷり2014 準決勝進出
- R-1ぐらんぷり2015・2016・2017 準決勝＝復活ステージ進出[49]
- ytv漫才新人賞[50]2018 優勝 （霜降り明星）
- R-1ぐらんぷり2018 決勝進出
- M-1グランプリ2018 優勝 （霜降り明星）
- R-1ぐらんぷり2019 優勝

### 賞レース以外
- 5upカウントダウンライブ ジャンケン大会 優勝（2013年）
- フットンダ 2022・2023 優勝[51]
- オールスター感謝祭 2022春・2023秋・2024春 総合優勝（3度の総合優勝は東国原英夫に次ぎ二人目[注 6]。同番組の総合連覇は史上初。）

## 出囃子
- エリオをかまってちゃん「Os-宇宙人」
- 粗品「ぷっすんきゅう」
- 粗品「Hinekure」

## 出演
コンビとしての出演は霜降り明星#出演を参照。

### テレビ番組

#### 現在のレギュラー番組
- 有吉の世界同時中継 〜今、そっちってどうなってますか?〜→有吉木曜バラエティ→有吉の深掘り大調査（テレビ東京、2021年10月7日 - ） - 進行
- あのちゃんの電電電波♪（テレビ東京、2023年4月20日 - ） - 進行(「飼い猫のササキ」の声)[52]
- 読売日本交響楽団 粗品と絶品クラシック（日本テレビ、2024年4月17日 - ） - ナビゲーター[53]

#### 過去のレギュラー番組
- 歌カツ! 〜歌うま中高生応援プロジェクト〜（テレビ朝日、2020年10月9日 - 2021年3月26日）- MC

#### 特別番組
＊MCもしくはメインキャスト
- R-1ぐらんぷり（関西テレビ、3月） - ファイナリスト（2018年・2019年）・MCアシスタント（2020年、2021年以降はコンビとしてMC）[54]
- 霜降り明星・粗品が今一番やりたい企画TV〜R-1ぐらんぷり2019優勝者特番〜（関西テレビ、2019年7月14日）[55]
- ローランド先生（フジテレビ、2019年12月19日・2020年4月20日） - MC
- トコロ変わればスゴイ人（TBS、2020年1月22日）
- 親のおカネ、子知らず（TBS、2020年2月22日） - MC
- 謎解き×クイズ Xからの挑戦状〜封じられたカルテット〜（テレビ朝日、2020年7月18日）- MC
- 100時間後に事件が起こります（テレビ朝日、2020年8月15日、8月29日）- MC
- サントリー1万人の第九（MBS・TBS系列、12月） - 朗読（2019年）・司会（2020年・2021年）[56]
- 闇プロモーター粗品（日本テレビ、2023年12月27日）- MC
- 吉田粗品の選択（テレビ朝日、2024年1月2日）[57]
- 粗品と本田翼と信者たち（テレビ朝日、2024年12月25日）[58]
- ジャッジ12（フジテレビ、2025年3月22日）- MC[59]
- ミッションタワー 悪魔の塔を攻略せよ!（日本テレビ、2025年6月15日）- 小魔王[60]

### ネット番組
- R-1打ち上げ by ストロングゼロ（2020年3月7日、YouTube「サントリー公式チャンネル」） - MC
- HITOSHI MATSUMOTO presents ドキュメンタル（2020年・2021年、Amazonプライム・ビデオ） - Documentary of Documental シーズン2・シーズン9出演
- 東方ステーション（2019年頃～、ニコニコ生放送とYoutube、東方Projectの原作から二次創作まで幅広く扱うポータルニュース系番組）-芸能人代表コメンテーター（番組開始頃～2022年頃まで、現在は野田クリスタルがその座に着いている）

### ラジオ番組
- 粗品のクラシックためにならない話（NHK-FM、2022年1月2日・12月29日・2023年8月27日） - 司会

### テレビドラマ
- 絶対零度〜未然犯罪潜入捜査〜（Season4）（フジテレビ、2020年1月6日 - 3月16日） - 門田駿 役
- SUITS／スーツ Season2 第11話 - 第12話（フジテレビ、2020年9月21日 - 28日） - 五十嵐数馬 役
- しょせん他人事ですから 〜とある弁護士の本音の仕事 最終回（テレビ東京、2024年9月13日） - 川之辺智樹 / Mr.チェケラ 役[61]

### 映画
- 半径1メートルの君～上を向いて歩こう～「同度のカノン」（2021年2月26日、KATSU-do）[62] - 監督・脚本
- キリエのうた（2023年10月13日、東映） - 日高山茶花 役[63]

### 広告
- サントリー -196℃・ストロングゼロ・ダブルレモン（2019年3月10日 - ）
- サントリー パーフェクトサントリービール（2021年4月8日 - ）
- 大正製薬 ブラックウルフ（2021年10月 - ）
- バンダイナムコエンターテインメント 太鼓の達人（2021年11月20日 - ）
- ミクシィ モンスターストライク（2022年8月13日 - ）
- アイフル（2023年6月5日 - ）
- スクウェア・エニックス ドラゴンクエストモンスターズ3 魔族の王子とエルフの旅（2023年11月25日 - ）[64]
- Supercell「ブロスタ」（2025年6月24日 - ）

### ライブ

#### 単独ライブ
2021年
- 4月18日 - 「怪獣少女は火を吹かない」（よしもと有楽町シアター/東京）[65]

2022年
- 10月26日 - 「電池の切れかけた蟹」（ルミネtheよしもと/東京）
- 11月23日 - 「電池の切れかけた蟹2」（ルミネtheよしもと/東京）
- 12月28日 - 「電池の切れかけた蟹3」（ルミネtheよしもと/東京）

2023年
- 1月18日 - 「電池の切れかけた蟹4」（ルミネtheよしもと/東京）
- 2月22日 - 「電池の切れかけた蟹5」（ルミネtheよしもと/東京）
- 3月22日 - 「電池の切れかけた蟹6」（ルミネtheよしもと/東京）
- 4月21日 - 「電池の切れかけた蟹7」（有楽町朝日ホール/東京）
- 4月22日 - 「粗品ファン感謝祭」（草月ホール/東京）
- 5月24日 - 「電池の切れかけた蟹8」（有楽町朝日ホール/東京）
- 6月29日 - 「電池の切れかけた蟹9」（ルミネtheよしもと/東京）ゲスト：シモリュウ
- 7月27日 - 「電池の切れかけた蟹10」（ルミネtheよしもと/東京）
- 8月24日 - 「電池の切れかけた蟹11」（ルミネtheよしもと/東京）
- 9月27日 - 「電池の切れかけた蟹12」（ルミネtheよしもと/東京）
- 10月25日 - 「電池の切れかけた蟹13」（ルミネtheよしもと/東京）ゲスト：シモリュウ
- 11月29日 - 「電池の切れかけた蟹14」（ルミネtheよしもと/東京）
- 12月14日 - 「電池の切れかけた蟹15」（ルミネtheよしもと/東京）ゲスト：ユビッジャ・ポポポー、アックスボンバー

2024年
- 1月31日 - 「電池の切れかけた蟹16」（ルミネtheよしもと/東京）
- 2月28日 - 「電池の切れかけた蟹17」（ルミネtheよしもと/東京）
- 3月26日 - 「電池の切れかけた蟹18」（ルミネtheよしもと/東京）
- 4月17日 - 「電池の切れかけた蟹19」（ルミネtheよしもと/東京）
- 5月15日 - 「粗品ファン感謝祭」（会場非公開）アルバム『星彩と大義のアリア』の発売記念として行われた
- 5月29日 - 「電池の切れかけた蟹20」（ルミネtheよしもと/東京）
- 6月28日 - 「電池の切れかけた蟹21」（ルミネtheよしもと/東京）
- 7月24日 - 「電池の切れかけた蟹22」（ルミネtheよしもと/東京）
- 8月21日 - 「電池の切れかけた蟹23」（ルミネtheよしもと/東京）
- 9月18日 - 「電池の切れかけた蟹24」（ルミネtheよしもと/東京）
- 10月29日 - 「電池の切れかけた蟹25」（ルミネtheよしもと/東京）
- 11月26日 - 「電池の切れかけた蟹26」（ルミネtheよしもと/東京）
- 12月25日 - 「電池の切れかけた蟹27」（ルミネtheよしもと/東京）

2025年
- 1月21日 - 「電池の切れかけた蟹28」（ルミネtheよしもと/東京）
- 2月26日 - 「電池の切れかけた蟹29」（ルミネtheよしもと/東京）
- 3月19日 - 「電池の切れかけた蟹30～企画編～」（ルミネtheよしもと/東京）
- 4月25日 - 「電池の切れかけた蟹31～ネタ編～」（ルミネtheよしもと/東京）ゲスト：ゼロカラン
- 5月22日 - 「電池の切れかけた蟹32～企画編～」（ルミネtheよしもと/東京）
- 6月25日 - 「電池の切れかけた蟹33～ネタ編～」（ルミネtheよしもと/東京）

#### ユニットライブ

##### 四兄弟
2023年
- 3月9日 - 「チンチロ」（ニッショーホール/東京）
- 7月8日 - 「チンチロ」（LINE CUBE SHIBUYA/東京）
- 12月20日 - 「チンチロ」（日本武道館/東京）

2024年
- 11月24日 - 「チンチロ」（横浜アリーナ/神奈川）

2025年
- 2月26日 - 「四兄弟のトークライブ」（ルミネtheよしもと/東京）
- 3月6日 - 「四兄弟のトークライブ2」（ルミネtheよしもと/東京）
- 4月9日 - 「四兄弟のトークライブ3」（ルミネtheよしもと/東京）
- 5月15日 - 「四兄弟のトークライブ4」（ルミネtheよしもと/東京）
- 6月18日 - 「四兄弟のトークライブ5」（ルミネtheよしもと/東京）

#### 企画ライブ
2020年
- 2月20日 - 「ツッコミ」（ルミネtheよしもと/東京）[66]

2021年
- 4月18日 - 「ツッコミ集落」（よしもと有楽町シアター/東京）[67]

2022年
- 1月18日 - 「粗品に勝ったら10万円」（ルミネtheよしもと/東京）

2023年
- 2月28日 - 「粗品吉田」（草月ホール/東京）ブラックマヨネーズ吉田敬とのトークライブ

#### ゲストMC
- キチ4（2020年7月10日、日本青年館）[68]

## 音楽活動
2020年5月3日、VOCALOIDを使用した楽曲『ビームが撃てたらいいのに』をYouTubeとニコニコ動画で投稿。5月19日、2作目『ぷっすんきゅう』を公開し、以降定期的な楽曲制作に取り組む。また、各作品はpiaproでオフボーカルバージョンと歌詞を公開しており、ライセンスも非営利目的の使用を許可している。
2021年1月7日、ユニバーサルミュージック協力のもと、自身のレーベル「soshina」を立ち上げアーティスト活動を本格化。2020年5月からYouTubeにアップしてきたオリジナルのボカロ楽曲計9作品を1月27日に配信リリースするほか、同年3月には新レーベルより第1弾作品『乱数調整のリバースシンデレラ feat.彩宮すう』をリリースした。
2023年11月22日、粗品自身がボーカルを務めるバンド編成でレコーディングした楽曲『宙ぶらりん』を配信リリース。サポートメンバーには、藤本ひかり（ベースex. 赤い公園）岸波藍（ドラムex. セプテンバーミー）が参加。同日には粗品が監督を務めた『宙ぶらりん』のミュージック・ビデオが公開された。
2024年4月17日、自身がボーカルを務めるバンド編成でレコーディングした楽曲を収録した初のアルバム『星彩と大義のアリア』を発売。初回限定盤購入者の中から抽選でお笑いライブ「粗品ファン感謝祭」（5月15日開催）と、観客10名限定の自身初音楽ライブ「伝説の一夜」（6月11日開催）への参加が招待された。またアルバム発売を記念した初のツアーが同年6月25日の大阪公演から開始。初の対バン相手は親交の深いano率いるi'sとなった。続く7月5日には福岡公演でPaleduskとの対バン、千秋楽7月11日には東京のワンマン公演にて1stツアー完走。同日、五大都市をまわるZeppツアー『くるみ割り人形』を発表した。
2025年1月15日、VOCALOID楽曲のうち『希う』をセルフカバーした音源とミュージックビデオをYouTubeに公開。以後セルフカバーした音源とミュージックビデオを順次公開し、12作目の『サマーアイスフェードアウト』に至るまで隔週で配信を続けた。希う以前の楽曲『ビームが撃てたらいいのに』はアルバム『星彩と大義のアリア』に収録され、『ぷっすんきゅう』は『泣声夜』のB面として公開された。
2025年5月28日、岡山県玉野競輪場のイメージソングとして書き下ろした楽曲『車輪疾駆の風々』を配信リリース。自身が歌唱する楽曲としては初のタイアップとなる。同日には『車輪疾駆の風々』のミュージック・ビデオが公開され、作中ではバンド形態での歌唱シーンと共に、実際に玉野競輪場でレースにベットする様子が挿入されている。
2025年6月18日、音楽活動専用のファンクラブ「粗品の音楽」を開設した。また、ファンクラブ開設を記念したファンクラブ会員限定のワンマンライブを同年7月に東京・大阪で開催することも発表された。
2025年7月3日、自身も作品のファンであると公言するケロロ軍曹の劇場版（2026年公開予定）テーマソング『また帰ってきたケロッ！とマーチ』の歌唱をあのの共に担当することが発表された。
2025年7月22日に行われた自身のYouTubeの生配信で2ndアルバム『佐々木直人』を同年9月10日に発売することを発表。これに先立ち同年7月23日にアルバム収録曲より『ビームソードで斬れたらいいのに』が先行配信、YouTubeでミュージックビデオを公開した。
| 公開日         | タイトル                                   |
| -------------- | ------------------------------------------ |
| 2020年5月3日   | ビームが撃てたらいいのに                   |
| 2020年5月19日  | ぷっすんきゅう                             |
| 2020年6月7日   | 希う                                       |
| 2020年6月20日  | 最高に頭が悪い曲                           |
| 2020年7月28日  | サンパチスター                             |
| 2020年9月9日   | #みどりの唄                                |
| 2020年9月28日  | 童貞が作ったラブソング                     |
| 2021年1月7日   | Hinekure                                   |
| 2021年3月31日  | 乱数調整のリバースシンデレラ feat.彩宮すう |
| 2021年8月13日  | 怪獣少女は火を吹かない                     |
| 2021年11月19日 | 大好きな太鼓の音 feat.どんちゃん           |
| 2022年8月28日  | お前の事誰が好きなん?                      |
| 2022年12月5日  | 深淵をのぞく                               |
| 2023年1月9日   | メロディースロット                         |
| 2023年4月26日  | 夕さりのカノン feat.『ユイカ』             |
| 2023年8月28日  | サマーアイスフェードアウト                 |
| 2023年11月22日 | 宙ぶらりん                                 |
| 2024年2月28日  | サルバドルサーガ                           |
| 2024年3月27日  | はるばらぱれ                               |
| 2024年9月18日  | 泣声夜                                     |
| 2025年1月8日   | 寂しい花                                   |
| 2025年2月5日   | スキャットロック                           |
| 2025年3月5日   | 絶情                                       |
| 2025年5月28日  | 車輪疾駆の風々                             |
| 2025年7月23日  | ビームソードで斬れたらいいのに             |

| 公開日        | タイトル                   | アルバム           |
| ------------- | -------------------------- | ------------------ |
| 2024年4月17日 | ビームが撃てたらいいのに   | 星彩と大義のアリア |
| 2024年9月18日 | ぷっすんきゅう             | 泣声夜             |
| 2025年1月15日 | 希う                       |                    |
| 2025年1月29日 | 最高に頭が悪い曲           |                    |
| 2025年2月12日 | サンパチスター             |                    |
| 2025年2月26日 | #みどりの唄                |                    |
| 2025年3月12日 | 童貞が作ったラブソング     |                    |
| 2025年3月26日 | Hinekure                   |                    |
| 2025年4月9日  | 怪獣少女は火を吹かない     |                    |
| 2025年4月23日 | 深淵をのぞく               |                    |
| 2025年5月7日  | メロディースロット         |                    |
| 2025年5月21日 | サマーアイスフェードアウト |                    |

### 配信限定シングル（粗品名義）
| #   | 発売日         | タイトル                       | アルバム           |
| --- | -------------- | ------------------------------ | ------------------ |
| 1st | 2022年8月29日  | お前の事誰が好きなん?          | 未収録             |
| 2nd | 2023年1月2日   | ハゲタコ 太客 エビフライ       | 未収録             |
| 3rd | 2023年11月22日 | 宙ぶらりん                     | 星彩と大義のアリア |
| 4th | 2024年2月28日  | サルバドルサーガ               | 星彩と大義のアリア |
| 5th | 2025年5月28日  | 車輪疾駆の風々                 | 未収録             |
| 6th | 2025年7月23日  | ビームソードで斬れたらいいのに | 佐々木直人         |

### CDアルバム（粗品名義）
| #   | 発売日        | タイトル           | 備考   |
| --- | ------------- | ------------------ | ------ |
| 1st | 2024年4月17日 | 星彩と大義のアリア | [ 76 ] |

### 楽曲提供（タイアップ）
| 発売日         | タイトル                         | アーティスト           |
| -------------- | -------------------------------- | ---------------------- |
| 2020年9月30日  | とある霖雨                       | まらしぃ               |
| 2020年10月18日 | ほうけいのうた                   | ゆゆうた               |
| 2021年5月19日  | べぇすかぁにばる                 | Fami。                 |
| 2021年6月4日   | 帰り花のオリオン                 | ファーストサマーウイカ |
| 2021年9月15日  | 世界が一瞬だけ恋をするような時間 | 竹達彩奈               |
| 2021年9月15日  | 君と同じ歩幅で大人になりたい     | 梅岡琉生               |
| 2021年11月29日 | 学校だるい学校だるい学校だるい   | ナナヲアカリ           |

### ライブ（ボカロP）
| 開催日         | イベント         | 場所                     | 備考   |
| -------------- | ---------------- | ------------------------ | ------ |
| 2022年10月15日 | 超パーティー2022 | さいたまスーパーアリーナ | [ 78 ] |

### ライブ（粗品）

#### 1stツアー『星彩と大義のアリア』（2024年）
| 開催日        | 場所                       | ゲスト   |
| ------------- | -------------------------- | -------- |
| 2024年6月25日 | 梅田CLUB QUATTRO（大阪府） | I's      |
| 2024年7月5日  | DRUM Be-1（福岡県）        | Paledusk |
| 2024年7月11日 | 渋谷CLUB QUATTRO（東京都） |          |

サポートメンバー
- 藤本ひかり（ba）
- 岸波藍（dr）

詳細
- 1stアルバム『星彩と大義のアリア』発売後に開催された全国3都市を巡るライブツアー。粗品自身にとって初となるツアーである。

#### 全国五大都市ツアー『くるみ割り人形』（2024年～2025年）
| 開催日         | 場所                         | ゲスト              |
| -------------- | ---------------------------- | ------------------- |
| 2024年9月25日  | Zepp Fukuoka（福岡県）       | 川崎鷹也            |
| 2024年10月9日  | Zepp Nagoya（愛知県）        | ヤバイTシャツ屋さん |
| 2024年10月15日 | Zepp DiverCity（東京都）     | 清竜人25            |
| 2024年10月22日 | Zepp Sapporo（北海道）       | Syudou              |
| 2025年2月4日   | Zepp Osaka Bayside（大阪府） | 清竜人              |

サポートメンバー
- 藤本ひかり（ba）
- 岸波藍（dr）

詳細
- 大阪公演は本来2024年10月3日に予定されていたが、粗品自身の体調不良によって延期された。

#### ワンマンライブ『道化師のギャロップ』（2025年）
| 開催日        | 場所                         |
| ------------- | ---------------------------- |
| 2025年5月1日  | Zepp Osaka Bayside（大阪府） |
| 2025年5月14日 | Zepp Haneda（東京都）        |

サポートメンバー
- 藤本ひかり（ba）
- 岸波藍（dr）

詳細
- 1階スタンディング席は男女エリア分けが行われた（大阪公演ではステージ向かって右側が男性、左側が女性。東京公演では右側が女性、左側が男性）

#### その他
- ばけねこの証人（2025年3月25日、川崎CLUB CITTA'）- ano、ヤバイTシャツ屋さん、どんぐりたけしと共に出演。